# منار زعبي
منار زعبي (ولدت في 1964 في الناصرة، فلسطين) هي فنانة أداء متعددة المجالات.

## حياتها
درست التربية البدنية في سنوات الثمانينيات. في نهاية التسعينات، بدأت دراسة الفن.
تتعامل أعمال زعبي مع الصور النسوية والهوية الوطنية الفلسطينية. معظم أعمالها في التوازن، حيث أنها تعمل على الدمج بين العلامات والمساحات.
تقيم وتعمل الفنانة منار زعبي في الناصرة.

## أعمالها[1]
تتمحور اعمالها في دلالات الجسد وكساءه وخاصة التعامل مع الأطراف ونرى ذلك من خلال استعمالها للجوارب النسائية في اعمالها بهدف جذب جمهور المشاهدين لاتجاهات عديدة من حيث مشاعر الألم والحرقة، النظافة، التبرج، الانوثة لبلورة ذاكرة جماعية ثقافية.
ما يميز أعمال الفنانة منار زعبي انها تعطي مساحة للاجتهاد الذاتي لكل شخص دون ان يكون ذو معرفة عميقة بالفن ليفهم الفكرة أو مضمون العمل، يستطيع جمهور المشاهدين ان يتواصلوا مع اعمالها بالطريقة البصرية والمضامين دون الحاجة إلى توجيه فكري.
لا بد من الانتباه اذ ان من يبحر في المضامين الخفية التي تكمن في اعمالها بان تشحذ المشاهد للتفكير العميق قد يهبط العمل إذا أتيح له مجالا ومنصة للتفسير ودوافعه.
تتميز الفنانة زعبي من خلال اعمالها في إصرارها على إعادة الكرامة الثقافية الفلسطينية وتشدد على القضايا النسوية والقضايا الشرقية من خلال التعبير الفني المجازي، تشدد على الرموز والإبحار في الخيال.
تتطرق الفنانة منار زعبي إلى رموز كساء الجسد في اعمالها المتعددة حيث تتعامل مع تفاصيل نسوية.
من إحدى اعمالها الفنية المميزة: «خطاب المصعد» الذي يهدف إلى عرض قضية اللغة العربية في المجتمع اليافي وتهجير الفلسطينيين من بيوتهم وتحولهم إلى لاجئين في غضون الاحتلال.
«المعرض هو جزء من مشروع» بيوتٌ بعدَ الواصلة«المقام في يافو/يافا في الفترة بين 14 و-16 أيار.»

## المسيرة التعليمية[3]
- 1987-1990 التربية البدنية، معهد فينجيت، نتانيا.
- 1996-1999 بكالوريوس، قسم الفن، جامعة حيفا، حيفا.
- 2003-2004 درجة الماجستير، قسم الفن، جامعة حيفا، حيفا.
- 2014، درجة ماجيستير، قسم الفن، جامعة حيفا، حيفا.

## جوائز[3]
- 2008 منحة، مجلس الثقافة والفنون من مفعال هبايس.
- 2009 منحة، مجلس الثقافة والفن من مفعال هبايس.
- 2012-2011، منحة المعلم الفنان وزارة التربية والتعليم والرياضة.
- 2015-2013، منحة الفنان في المجتمع، وزارة التربية والتعليم والثقافة والرياضة.